# Авербах, Михаил Иосифович
Михаи́л Ио́сифович Аверба́х (17 (29) мая 1872, Мариуполь, Екатеринославская губерния, Российская империя — 29 июля 1944, Москва, СССР) — русский и советский офтальмолог и педагог еврейского происхождения. Действительный член АН СССР (1939). Заслуженный деятель науки РСФСР (1933). Лауреат Сталинской премии первой степени (1943).

## Биография
Родился 17 (29) мая 1872 года в Мариуполе в семье купца 2-й гильдии Иосифа Ильича (Иоселя Элиякимовича) Авербаха (?—1884) и Гитель Герцовны Авербах. Окончил с серебряной медалью мариупольскую гимназию (1890) и медицинский факультет Московского университета (1895).
В 1900 году после защиты диссертации на степень доктора медицины: «К диоптрике глаз различных дифракций», начал работать в глазной больнице им. В. А. и А. А. Алексеевых; в 1903—1944 годах — главный врач. На базе этой больницы в 1910 году он основал кафедру глазных болезней Московских высших женских курсов (позднее, 2-й Московский медицинский институт), которой и руководил; кроме того, был ещё и директором глазной клиники. Статский советник.
С 1904 года был приват-доцентом Московского университета, который покинул в 1911 году вместе с группой профессоров в знак протеста.
Один из основателей и председатель Общества глазных врачей в Москве, ответственный редактор журнала «Архив офтальмологии». В 1931—1944 годах возглавлял основанную им кафедру глазных болезней Центрального института усовершенствования врачей. Основатель и первый директор НИИ глазных болезней им. Г. Гельмгольца (1935).

Могила М. И. Авербаха

Работы М. И. Авербаха посвящены изучению различных рефракций глаза, глазному травматизму, проблемам слепоты, глаукомы, трахомы и др. Он разработал и внедрил в практику ряд новых глазных операций.
Неоднократно лечил В. И. Ленина. Об Авербахе очень тепло отзывается в своей книге «На ельнинской земле» поэт М. В. Исаковский, лечившийся у него ещё до революции. В годы Великой Отечественной войны М. И. Авербах передал присуждённую ему Сталинскую премию «в фонд восстановления эвакогоспиталей и здравоохранения в местах, освобождённых Красной Армией от фашистских захватчиков».
Умер 29 июля 1944 года. Похоронен на Введенском кладбище (19 уч.).

## Награды и премии
- заслуженный деятель науки РСФСР (1933)
- орден Ленина (2 декабря 1935) — в связи с 40-летней врачебной и общественной деятельностью
- Сталинская премия I степени (22 марта 1943) — за многолетние выдающиеся работы в области науки и техники

## Память
Премия имени М. И. Авербаха ежегодно присуждается РАМН за выдающиеся заслуги в области офтальмологии.
В 1952 году у здания лечебного Института глазных болезней им. Гельмгольца на Садово-Черногрязской улице в Москве М. И. Авербаху установлен памятник (скульптор С. Д. Меркуров).

## Семья
- Сводный брат — рыбинский купец первой гильдии, потомственный почётный гражданин Илья Осипович Авербах (1836—1909), управляющий Шекснинским пароходством[6].
- Жена — Фанни Михайловна Авербах (в девичестве Трегубова, 1874—1935).
  - Сыновья — Иосиф Михайлович Авербах (1895—1979), врач, научный сотрудник НИИ глазных болезней имени Г. Гельмогольца; Михаил Михайлович Авербах (1902—1955), акушер-гинеколог, декан лечебного факультета 2-го Московского медицинского института.
    - Внуки — доктор медицинских наук, профессор Михаил Михайлович Авербах (1925—1995), патологоанатом и иммуноморфолог, заслуженный деятель науки РСФСР; Александр Михайлович Авербах (1933—2006), сценограф, коллекционер фалеристики.